# Laetitia Casta
Laetitia Marie Laure Casta (ur. 11 maja 1978 w Pont-Audemer) – francuska supermodelka i aktorka.

## Życiorys

### Wczesne lata
Urodziła się w Pont-Audemer jako drugie z trojga dzieci Laury Blin i Dominique’a Casty. Jej matka pochodzi z Normandii, a ojciec pochodzi z Korsyki. Casta ma starszego brata Jean-Baptiste i młodszą siostrę Marie-Ange. Dzieciństwo spędziła w Normandii i na Korsyce.

### Kariera
W wieku 15 lat została odkryta na korsykańskiej plaży i rozpoczęła karierę w Paryżu jako modelka. Wkrótce znalazła się w Londynie, Mediolanie i Nowym Jorku. Była twarzą takich firm jak: L’Oréal, Dior i Chanel. Na wybiegu prezentowała kolekcje: Vivienne Westwood, Yves’a Sainta Laurenta, Lolity Lempickiej, Jeana-Paula Gaultiera i Chanel. Pojawiła się na okładce katalogu Victoria’s Secret (1996). Była na okładkach magazynów takich jak „Vanity Fair”, „Ocean Drive”, „Paris Match”, „Seventeen”, „FHM”, „Elle”, „Mademoiselle”, „Vogue”, „Rolling Stone”, „Grazia”, „Cosmopolitan”, „Marie Claire”, „Glamour”, „Madame Figaro”, „Harper’s Bazaar”, „L’express Styles”, „Gala”, „Acqua & Sapone” i „GQ”.
Brała udział w kampaniach reklamowych jeansów marki Guess oraz firmy odzieżowej Tommy Hilfiger. Ponadto trzy razy z rzędu pojawiła się w wydaniu bikini pisma „Sports Illustrated” (1997–1999). W 1999 jej zdjęcie znalazło się na stronach ekskluzywnego kalendarza Pirelli. Gościła na ponad stu okładkach magazynów dla pań. Przypisano jej także zasługę przywrócenia motywu kształtnej modelki, stawiając ją obok Tyry Banks i kilku innych modelek.
W 1998 została twarzą firmy kosmetycznej L’Oréal. W 1999 rząd francuski zdecydował, że Casta będzie pozować do odlewu popiersia Marianny, symbolu Republiki Francuskiej, której popiersie stoi we wszystkich urzędach miejskich we Francji. Tym samym została następczynią projektantki Inès de La Fressange. Wkrótce po tym zdarzeniu wśród Francuzów wybuchło niemałe zamieszanie po ujawnieniu informacji, że Casta przeprowadziła się do Londynu. I chociaż modelka broniła się, że jej decyzją powodowały wyłącznie motywy zawodowe, tygodnik „Le Point” doniósł, że chciała ona uniknąć wysokich podatków, „pociągając za sobą 250 tysięcy innych zamożnych Francuzów, którzy wyemigrowali do Wielkiej Brytanii”.
Casta występowała we francuskojęzycznych filmach i produkcjach telewizyjnych. W filmie Asterix i Obelix kontra Cezar (1999) zagrała niespełnioną miłość Obeliksa (granego przez Gerarda Depardieu). W 1999 została uhonorowana nagrodą Bambi. W 2001 była nominowana do Teen Choice Awards jako modelka roku wybrana przez publiczność. Kreacja Brigitte Bardot w dramacie biograficznym Joanna Sfara Gainsbourg (2010) przyniosła jej nominację do Cezara dla najlepszej aktorki w roli drugoplanowej. Wystąpiła w teledysku do piosenki Chrisa Isaaka pt. „Baby Did a Bad, Bad Thing” (1999) i wideoklipie do piosenki Rihanny pt. „Te Amo” (2010). Zasiadała w jury konkursu głównego na 69. MFF w Wenecji (2012).

## Życie prywatne
Ze związku ze Stéphane’em Sednaouim ma córkę Satheene (ur. 19 października 2001). Obecnie związana z włoskim aktorem Stefanem Accorsim, z którym ma syna Orlanda (ur. 21 września 2006) i córkę Athenę (ur. 29 sierpnia 2009).

## Filmografia
- 1999: Asterix i Obelix kontra Cezar (Astérix et Obélix contre César) jako Falbala
- 2002: Ulice strachu (Rue des plaisirs) jako Marion
- 2004: Luisa Sanfelice jako Luisa Sanfelice
- 2009: Twarz (Visage) jako Salome
- 2010: Gainsbourg jako Brigitte Bardot
- 2011:

Wojna guzików (La Nouvelle Guerre des boutons) jako Simone
Za murami (Derrière les murs) jako Suzanne
- 2012: Arbitraż (Arbitrage) jako Julie Cote
- 2014: Spódnice w górę! (Sous les jupes des filles) jako Agathe
- 2019: Za horyzontem (Le Milieu de l'horizon) jako Nicole